# 戴珉
戴珉（1423年—？），字廷振，江西饒州府浮梁縣人，民籍。明朝政治人物。進士出身。

## 生平
江西鄉試第四十名。正統十三年（1448年）戊辰科會試第六十六名，殿試登進士第三甲第四名。

## 家族
曾祖戴璹。祖父戴嗣安，贈陝西參議。父亲戴貞。